# Menhir del Castellà
El Menhir del Castellà o de Roques Blanques és un menhir situat al terme municipal d'Espolla, (Alt Empordà), inclòs a l'Inventari del Patrimoni Arqueològic i Paleontològic de Catalunya.
Situat vers el nord-oest del centre urbà, a uns 2 km, però actualment la pista d'accés ha quedat molt malmesa. Forma part dels Dòlmens d'Espolla i està situat en un lloc amb gran presència de menhirs, però que ja estan al terme municipal de Sant Climent Sescebes (Menhir de la Murtra, Menhir de Vilartolí…).
Es tracta d'un menhir de granit fins al 1989 caigut segurament a causa de l'erosió del terreny provocada per les pluges al llarg dels anys. Les seves mides són: 3,45 / 0,90 / 0,75 metres i té un pes aproximat de 3600 kg. Va ser identificat per Joan Calverol i Puquet l'any 1971 i fou publicat per Lluís Esteva l'any 1974 i 1977. En el solstici d'estiu de 1988 fou redreçat i es va publicar un pòster commemoratiu amb els Dòlmens d'Espolla.